# Castagniers
Castagniers település Franciaországban, Alpes-Maritimes megyében. Lakosainak száma 1674 fő (2022. január 1.). Castagniers Aspremont, Carros, Colomars, Saint-Blaise és Tourrette-Levens községekkel határos.

## Népesség
A település népességének változása:
| Lakosok száma | 820  | 1076 | 1229 | 1478 | 1537 | 1575 | 1616 | 1656 | 1674 | 1674 |
|               | 1968 | 1982 | 1990 | 2006 | 2013 | 2015 | 2017 | 2019 | 2020 | 2022 |